# Haematopinidae
Haematopinidae – rodzina skórnych pasożytów ssaków należących do rzędu Phthiraptera. Wszystkie gatunki należące do tej rodziny są skórnymi pasożytami zwierząt z rzędów parzystokopytnych oraz nieparzystokopytnych. Powodują chorobę zwaną wszawicą. 
Haematopinidae stanowią rodzinę składającą się obecnie 1 rodzaju.:
- Haematopinus - zawiera obecnie 21 gatunków. Najważniejsze z nich to:
  - Wesz końska (Haematopinus asini) - pasożyt koni, osłów (Equus asinus), mułów.
  - Wesz bydlęca (Haematopinus eurysternus) - pasożyt bydła
  - Wesz świńska (Haematopinus suis) - pasożyt świni domowej (Sus scrofa domesticus)